# Agnieszka Wróblewska
Agnieszka Wróblewska (ur. 2 kwietnia 1972 w Oświęcimiu) – polska aktorka teatralna i filmowa oraz prezenterka telewizyjna. 

## Życiorys

### Wykształcenie
Absolwentka Liceum im. Stanisława Konarskiego w Oświęcimiu. Ukończyła Państwową Wyższą Szkołę Teatralną w Krakowie.

### Kariera
Związana niegdyś z teatrami: Starym w Krakowie, Śląskim w Katowicach, Bez Sceny w Katowicach i Zagłębia w Sosnowcu. Występowała także w spektaklach Teatru Telewizji oraz filmach. W 1994 otrzymała II nagrodę za rolę Małgorzaty w spektaklu Czwarta ściana, czyli 238 próba Fausta na XII Ogólnopolskim Przeglądzie Spektakli Dyplomowych Szkół Teatralnych w Łodzi.
Pracę w charakterze prezenterki telewizyjnej rozpoczęła w TVP1 w programie Filmidło. W 1996 związała się z TV Wisła, przekształconą rok później w TVN. Prowadziła m.in. programy Mała Antena (TV Wisła), Twój problem, nasza głowa (TVN i TV Wisła), O co chodzi? i Zmagania miast. Na antenie TVN International wraz z Hubertem Radzikowskim prowadziła godzinny talk-show na żywo Polski żywioł. Współprowadziła również wraz z Olivierem Janiakiem kulisy programu You Can Dance – Po prostu tańcz! nadawane w TVN 7. Pracowała również jako reporterka programu Dzień dobry TVN, a także jako wydawca Rozmów w toku. 
Prowadziła jedną z pierwszych telewizyjnych gier interaktywnych, Tele grę. Później była gospodynią innych teleturniejów: Apetyt na kasę, Fabryka gry, Graj o raj, Granie na śniadanie, Granie na ekranie, Hej - nał show, Łamisłówka, Po co spać, jak można grać, Nocne granie, No to gramy!, Salon gier, Salon gry, Seans filmowy i Strefa ryzyka.
W 2015 zaczęła prowadzić programy z Telezakupów Mango.

## Filmografia
- 1994: Spis cudzołożnic, reż. Jerzy Stuhr
- 1997: Pokój saren, reż. Lech Majewski
- 2010: Cisza, reż. Sławomir Pstrong